# Associazione Sportiva Reggina 1974-1975
Questa pagina raccoglie i dati riguardanti l'Associazione Sportiva Reggina nella stagione 1974-1975.

## Stagione
La squadra, allenata da Carlo Regalia, ha concluso il girone C della Serie C 1974-1975 al sesto posto.

## Rosa
| N. |                   | Ruolo | Calciatore           |
| -- | ----------------- | ----- | -------------------- |
| -  | Italia (bandiera) | P     | Maurizio Castellini  |
| -  | Italia (bandiera) | P     | Andrea Chini         |
| -  | Italia (bandiera) | P     | Antonio Leone        |
| -  | Italia (bandiera) | D     | Giancarlo D'Astoli   |
| -  | Italia (bandiera) | D     | Salvatore Monteleone |
| -  | Italia (bandiera) | D     | Matteo Spinelli      |
| -  | Italia (bandiera) | C     | Giuliano Belluzzi    |
| -  | Italia (bandiera) | D     | Raffaele Spadaro     |
| -  | Italia (bandiera) | D     | Francesco Scoppa     |
| -  | Italia (bandiera) | C     | Giuseppe Sorace      |
| -  | Italia (bandiera) | C     | Michele Sorace       |
| -  | Italia (bandiera) | C     | Elvi Pianca          |

| N. |                   | Ruolo | Calciatore          |
| -- | ----------------- | ----- | ------------------- |
| -  | Italia (bandiera) | C     | Arturo Campagna     |
| -  | Italia (bandiera) | A     | Domenico Canturi    |
| -  | Italia (bandiera) | A     | Pasquale Cimmarusti |
| -  | Italia (bandiera) | D     | Teodoro Paleologo   |
| -  | Italia (bandiera) | A     | Sergio Del Fabbro   |
| -  | Italia (bandiera) | A     | Costante Tivelli    |
| -  | Italia (bandiera) | D     | Luciano Poppi       |
| -  | Italia (bandiera) | D     | Lorenzo Balestro    |
| -  | Italia (bandiera) | C     | Franco Tripodi      |
| -  | Italia (bandiera) | C     | Piero Burla         |
| -  | Italia (bandiera) | A     | Olinto Magara       |
| -  | Italia (bandiera) | C     | De Rose             |

## Piazzamenti
- Serie C: 6º posto.